# Marsili
Marsíli (italijansko Il Marsili) je največji evropski podmorski vulkan, ki se dviguje 3.000 m z dna Tirenskega morja. Krater je približno 65 km dolg in 40 km širok, vrh pa je približno 500 m pod morsko gladino.
Raziskave, opravljene v letu 1999, kažejo, da ognjenik ni povsem nedejaven, kot so domnevali. Ob izbruhu bi lahko povzročil ogromne plimske valove, ki bi opustošili južno italijansko obalo.